# Bridget's Sudden Wealth
Bridget's Sudden Wealth è un cortometraggio muto del 1912 diretto da C.J. Williams e prodotto dalla Edison Company.

## Produzione
Il film fu prodotto dalla Edison Company.

### Cast
Alice Washburn (1861-1929). Nata nel Wisconsin, l'attrice - all'epoca cinquantenne - aveva esordito sullo schermo l'anno prima in un altro corto prodotto dalla Edison, la comica  Mr. Bumptious, Detective.
Edward O'Connor (1862-1932). L'attore, nato a Dublino, era irlandese come il personaggio del poliziotto che interpreta nel film.

## Distribuzione
La General Film Company distribuì il film - un cortometraggio di 180 metri in 35 mm - con il sistema dello split reel, accorpato in un'unica bobina con un altro cortometraggio prodotto dalla Edison, il documentario Opening of the Y.M.C.A. Playground, Lynchburg, Va.. I due corti uscirono nelle sale degli Stati Uniti il 7 settembre 1912.